# فیلیپ دنیل بولدن
فیلیپ دنیل بولدن (به انگلیسی: Philip Daniel Bolden) (زاده ۱۹ مارس ۱۹۹۵) بازیگر آمریکایی است.
از فیلم‌های معروف او می‌توان به بازی در بالاخره رسیدیم؟ ، کارمان تمام شده؟ اشاره کرد.